# Evfrossini Paspati
Evfrossini «Fronieta» Paspati (en grec Ευφροσύνη Πασπάτη, Atenes, 2 de febrer de 1880 - Atenes, 9 de juny de 1935) va ser una tennista grega que va competir a començaments del segle xx.
El 1906 va prendre part en els Jocs Intercalats d'Atenes, on guanyà la medalla de bronze en la prova individual femenina del programa de tennis. En els dobles mixtos, formant parella amb Dioníssios Kàsdaglis, fou quarta.